# Плацар (Дестрник)
Плацар (словен. Placar) — поселення в общині Дестрник, Подравський регіон‎, Словенія.